# Coronidium lindsayanum
Coronidium lindsayanum là một loài thực vật có hoa trong họ Cúc. Loài này được (Domin) Paul G.Wilson mô tả khoa học đầu tiên.